# Edoardo Sonzogno
Edoardo Sonzogno (ur. 21 kwietnia 1836 w Mediolanie, zm. 14 marca 1920 tamże) – włoski wydawca muzyczny.

## Życiorys
Pochodził z rodziny księgarzy i podjął pracę w wydawnictwie założonym przez jego dziadka. W 1866 roku założył gazetę „Il Secolo”, którą wydawał do 1909 roku. Ponadto wydawał czasopisma „Il teatro illustrate” (1881–1892) oraz „La musica popolare” (1882–1892). W 1874 roku zaczął wydawać druki muzyczne, początkowo publikował partytury dzieł współczesnych kompozytorów francuskich oraz dawną muzykę włoską. W 1883 roku zorganizował konkurs dla młodych twórców operowych, w jego drugiej edycji w 1889 roku zwyciężył Pietro Mascagni ze swoją Rycerskością wieśniaczą. Wydał partytury do takich oper jak Pajace, Andrea Chénier i Adriana Lecouvreur. W 1894 roku założył w Mediolanie własny teatr operowy, Teatro Lirico Internazionale.
W 1909 roku przeszedł na emeryturę i przekazał wydawnictwo swojemu synowi Riccardo (1871–1915), po którego śmierci odziedziczył je jego kuzyn Renzo (1877–1920).